# Siegrun Seidel
Siegrun Seidel, früher Siegrun Einsle, (* 10. Dezember 1958 in Zwenkau) ist eine deutsche Politikerin (DBD, ab 1990 CDU). Sie war von November 1991 bis 2004 Abgeordnete im Landtag von Sachsen.

## Leben
Seidel besuchte die zehnte Klasse der Polytechnischen Oberschule in der DDR und absolvierte von 1975 bis 1977 eine Ausbildung zur Stenotypistin. Von 1978 bis 1981 studierte sie an der Ingenieurschule für Energiewirtschaft in Markkleeberg. Von 1981 bis 1985 arbeitete sie als Bereichsökonom im Kraftwerk Lippendorf. Von 1986 bis 1990 war sie Bürgermeisterin der Gemeinde Audigast.
Seit 2003 ist sie mit dem Landtagsabgeordneten Rolf Seidel verheiratet. Sie hat zwei Kinder aus einer vorhergehenden Ehe. Sie ist Mitarbeiterin der sächsischen Landtagsabgeordneten und Staatsministerin Christine Clauß.

## Politik
Seidel wurde 1977 Mitglied der Demokratischen Bauernpartei Deutschlands (DBD) und war ab 1986 Kreisvorstandsmitglied ihrer Partei. Nach der Wende und der Fusion der DBD mit der CDU war sie in den Jahren 1990 bis 1997 Mitglied im Kreisvorstand der CDU in Borna und im Leipziger Land.
Seit November 1991 gehörte sie dem Landtag von Sachsen an, dem sie bis zum Ende der dritten Wahlperiode 2004 angehörte. Während sie 1991 über die Landesliste ins Parlament nachrückte, gelang ihr 1994 der direkte Einzug ins Parlament durch das Direktmandat im Wahlkreis Leipziger Land 2. Bei der Landtagswahl 1999 zog sie über die Landesliste ins Parlament ein. Sie war Vorsitzende des Arbeitskreises Petition der CDU-Fraktion, sowie Vorsitzende im Ausschuss für Bauen, Wohnen und Verkehr.